# Anna Reinhart
Anna Reinhart, aussi connue comme Anna Zwingli, née vers 1484 à Zurich et morte en 1538 est une figure protestante zurichoise du XVe siècle.
Après un premier mariage finissant en veuvage, elle épouse son concitoyen Ulrich Zwingli et leur couple semble être relativement heureux, jusqu'à la mort de celui-ci en 1531. Après la mort de Zwingli, elle prend en charge complètement la survie de la famille. Elle est sous-représentée dans les sources de la période, à commencer par les écrits de son époux.

## Biographie

### Sous-représentation dans les sources
Malheureusement pour la connaissance du personnage, la majeure partie des informations connues à son sujet proviennent d'écrits d'autres, principalement de son époux. Elle est très sous-représentée dans les sources écrites de son époux par rapport à la place qu'elle occupe dans sa vie ; elle n'est par exemple mentionnée que dans trois lettres de Zwingli sur les plus de trois cent conservées, soit moins de 1% des lettres de son époux. Ces trois mentions sont de brèves occurrences, dont une est marquée par un trait misogyne, Ulrich Zwingli demandant à son interlocuteur de:

« Transmettre à Maître Stoll de dire à ma femme tout ce qu'il est bon qu'une femme sache, car je suis parti en lui disant seulement que j'allais à Bâle pour des affaires. »

Hormis ces occurrences, il existe une lettre conservée que son époux lui envoie,. Cette absence des sources peut s'expliquer en partie par le fait que Zwingli, comme d'autres penseurs du début de la Réforme protestante, exprime et défend des idées prônant une société fondée sur le modèle du patriarcat.

### Vie
Reinhart naît à Zürich vers 1484. Ses parents Oswald et Elsbethe Wynzürn sont aubergistes. Elle se marie avec Hans Meyer von Knonau, mort en 1517, sans que le couple ait le consentement du père de son époux. Elle a une fille de ce premier mariage, Marghareta Meyer, ainsi qu’un fils, Gerold de Knonau, protégé d’Ulrich Zwingli. Elle se remarie avec ce dernier et ils ont quatre enfants, notamment Regula,. Le mariage est d'abord secret, en 1522.

La confirmation de son mariage avec Ulrich Zwingli a lieu le 2 avril 1525 à l'église. Dès son mariage avec le prédicateur, elle et son époux sont attaqués, elle est accusée d'être riche, et la probité du couple est remise en question. Cela pousse Zwingli à intervenir par écrit pour la défendre : 
Concernant ma femme, Anna Reinhart, ils racontent partout qu'elle est riche ; mais elle n'a pas un sou au delà de 400 florins à part ses bijoux et ses vêtements. Depuis qu'elle m'a épousé, elle ne porte plus de soie ni de bague ; elle s'habille comme les épouses des artisans ordinaires. Les biens que ses enfants, les Meyer, lui donnent, sont nécessaires pour son entretien ; elle a quarante ans et tombe malade chaque jour ; c'est pour cela aussi que je l'ai épousée. Ils parlent du fait qu'elle aurait les plus grandes possessions et les plus beaux vêtements ; vous savez tous que c'est un mensonge.

De loin, il est facile de mentir. 
Il semble, à partir des quelques sources subsistantes à son sujet et au sujet du couple, que son époux l'aime et qu'elle éprouve les mêmes sentiments. Cela explique aussi pourquoi les deux se marient à un âge similaire, dans la quarantaine, ce qui est rare pour l'époque et la société où ils se trouvent. Elle est décrite par plusieurs amis de Zwingli comme étant « pieuse ». Zwingli lui envoie une lettre après son accouchement où il fait preuve de tendresse à son égard, ce qui tend à montrer que le couple entretient de bonnes relations internes:  

« Grâce et paix de Dieu. Chère épouse, je remercie Dieu qu'il t'ait accordé un accouchement joyeux. Qu'il nous accorde de l'élever selon sa volonté. Envoie à ma cousine un ou deux mouchoirs de la manière et de la façon que tu les portes. Elle est décente mais pas ostentatoire, c'est une femme de 40 ans, en toutes choses et manières, comme la femme du maître Jörgen l'a décrite. Elle est d'une gentillesse extrême envers moi et nous tous. Pour l'instant, je me recommande à Dieu. Salue pour moi la régisseuse, Vlman Trinckler, le prévôt Effinger et tous ceux qui te sont chers. Prie Dieu pour moi et pour nous tous. Écrit à Berne, le 11 janvier. Salue tous tes enfants pour moi, en particulier Margarete, console-la de ma part. Ulrich Zwingli, ton mari. Envoie-moi le manteau de voyage dès que tu le peux. »

Cependant, selon d'autres interprétations, cette lettre ne témoignerait pas de tendresse particulière et serait plutôt intéressante pour le fait que Zwingli lui demande de lui envoyer son manteau, ce qui, lié à d'autres éléments, montrerait qu'il s'appuie sur un réseau de femmes à qui il délèguerait une partie de ses charges. De manière générale, toutefois, l'époux paraît avoir été affectueux et doux à son égard, ce qui correspond bien au caractère amical du personnage.
Son mari Zwingli et son fils Gerold meurent pendant la seconde bataille de Kappel en 1531, dans laquelle elle perd également un frère, un beau-frère et son gendre. Elle prend ensuite en charge la survie de sa famille, alors qu'elle est attaquée, mais reçoit de nombreux messages de soutien et des correspondances de toute l'Europe.
Heinrich Bullinger, successeur de Zwingli, l'héberge ensuite jusqu'à sa mort,.

## Postérité
Reinhart acquiert un statut double dans le protestantisme ; d'une part, souvent chez des auteurs plus anciens, elle devient une figure reconnue pour sa piété, son dévouement et sa chasteté. D'autre part, sa figure est réétudiée pour évaluer les visions de Zwingli sur les femmes mais surtout pour remettre en question, dans des lectures théologiques protestantes féministes, certains des enseignements des premiers penseurs de la Réforme protestante,.